# 鶴谷武親
鶴谷 武親（つるたに たけちか、1965年 - ）は、日本の実業家、投資家、教育者。早稲田大学ビジネススクール客員教授。神奈川県生まれ。

## 学歴
- 1978年 - 東京教育大学附属小学校（現・筑波大学附属小学校）卒業
- 1984年 - 筑波大学附属中学校・高等学校卒業
- 埼玉大学教養学部卒業、聖路加国際大学看護学部卒業、金沢工業大学KIT虎ノ門大学院修了

## 職歴
大学卒業後、セコム株式会社入社。「経営トップの特命担当部署にて、企業グループ事業戦略の策定、新商品・新サービスの企画・遂行を担当」した後、同社を退社。29歳で広域募金システムを運営する公益事業（「福祉サービスの事業化を探るための会社」）を起業するがとん挫。以降の略歴は以下の通り。
- 1995年 - デジタルハリウッド株式会社取締役[3]
- 1996年 - 米カリフォルニア州にDH Institute of Media Arts設立[3]
- 1997年 - 郵政省「放送ソフト製作の将来動向に関する調査研究会」委員[4]
- 1999年 - フューチャーインスティテュート株式会社設立、同社代表取締役社長[3]（現任[5]）
- 2000年 - Neowiz Corporation（韓国オンラインゲーム最大手）取締役(非常勤)
- 2004年 - 株式会社教育と探求社取締役(非常勤)
- 2008年 - 株式会社DPC（ドコモ子会社）取締役
- 2008年 - ポリゴンマジック株式会社代表取締役社長
- 2012年 - ジープラ株式会社代表取締役社長

そのほかの現任職
- ポリゴンマジック株式会社代表取締役社長[6]
- NeoLab株式会社取締役[7]
- 早稲田大学商学研究科客員教授
- NPO法人CANVAS評議員[8]
- CEDEC運営委員[9]
- 医療法人社団ナイズ理事
- 日経BP未来研究所客員研究員